# Брајан Кокс (физичар)
Брајан Едвард Кокс (енгл. Brian Edward Cox; Олдам, 3. март 1968) британски је физичар, бивши музичар и професор физике честица на Универзитету у Манчестеру.